# Juan Cerón
Juan Cerón (Écija, Sevilla) fue un conquistador español, dos veces  gobernador de Puerto Rico, en el periodo 1509-1512, cuando la isla todavía era llamada San Juan Bautista.

## Biografía
El legado de Cerón en la historia de la isla está influenciado por las rivalidades entre Nicolás de Ovando y el hijo de Cristóbal Colón, Diego Colón Moniz. Cuando Colón recuperó la posesión del título de «Almirante de los Mares» de su padre y la gobernación de Hispaniola, en el 1509, envió a Juan Cerón a Puerto Rico con el título de Alcalde Mayor para reemplazar al favorito de Ovando, Juan Ponce de León. Ponce de León acababa de empezar la conquista de Puerto Rico en 1508 y su sustitución produjo  disensión entre los pocos colonos. Ovando defendió a Ponce de León en Madrid y la Corona le confirió el título de Capitán General y Gobernador de San Juan Bautista. Pero en 1511, debido a la presión de Colón, Cerón fue nombrado gobernador y Ponce de León marchó para su primera aventura en Florida.
La gobernación de Cerón no acabó bien, debido a su gestión del repartimiento de los indios, y la Corona lo sustituyó a mediados de 1512 nombrando a Rodrigo de Moscoso como nuevo gobernador.